# Cantonul Compiègne-Sud-Est
Cantonul Compiègne-Sud-Est este un canton din arondismentul Compiègne, departamentul Oise, regiunea Picardia, Franța.

## Comune
| Comune              | Populație (1999) | Cod poștal | Cod INSEE |
| ------------------- | ---------------- | ---------- | --------- |
| Compiègne           | 41 254 (1)       | 60200      | 60159     |
| Lacroix-Saint-Ouen  | 4 233            | 60610      | 60338     |
| Saint-Jean-aux-Bois | 349              | 60350      | 60579     |
| Saint-Sauveur       | 1 606            | 60320      | 60597     |
| Vieux-Moulin        | 579              | 60350      | 60674     |